# 夏瓦利巴
夏瓦利巴(梵文：Savaripa)，印度大乘密宗人士，八十四成就者之一。

## 簡介
夏瓦利巴原為曼達山區畢拉瑪的獵人，因殺業極大，觀世音菩薩化身成一獵人度化，以一箭射殺百頭鹿的箭技折服夏瓦利巴，消除夏瓦利巴的我慢，引導夏瓦利巴夫婦吃素禪修，又以壇城化現夏瓦利巴夫婦地獄受苦景象，引導該夫婦學習金剛密法。夏瓦利巴勇猛精進十二年，終獲大手印成就，成為知名金剛上師。在彌勒佛降世前恆住世間。夏瓦利巴另有兩個名號：瑪波傑高珍以及瑞妥堪布。意思分別為身著孔雀衣者以及山中隱士。